# ريك رودس
ريك رودس (بالإنجليزية: Rick Rhodes)‏ هو ملحن أمريكي، ولد في 28 يوليو 1951 في لوس أنجلوس في الولايات المتحدة، وتوفي في 2 نوفمبر 2005.

## وصلات خارجية
- ريك رودس على موقع IMDb (الإنجليزية)
- ريك رودس على موقع ميوزك برينز (الإنجليزية)
- ريك رودس على موقع ديسكوغز (الإنجليزية)